# 大空眞弓
大空 眞弓（おおぞら まゆみ、本名；中田 佐智子、1940年3月10日 - ）は、日本の女優。オフィスのいり所属。

## 来歴・人物

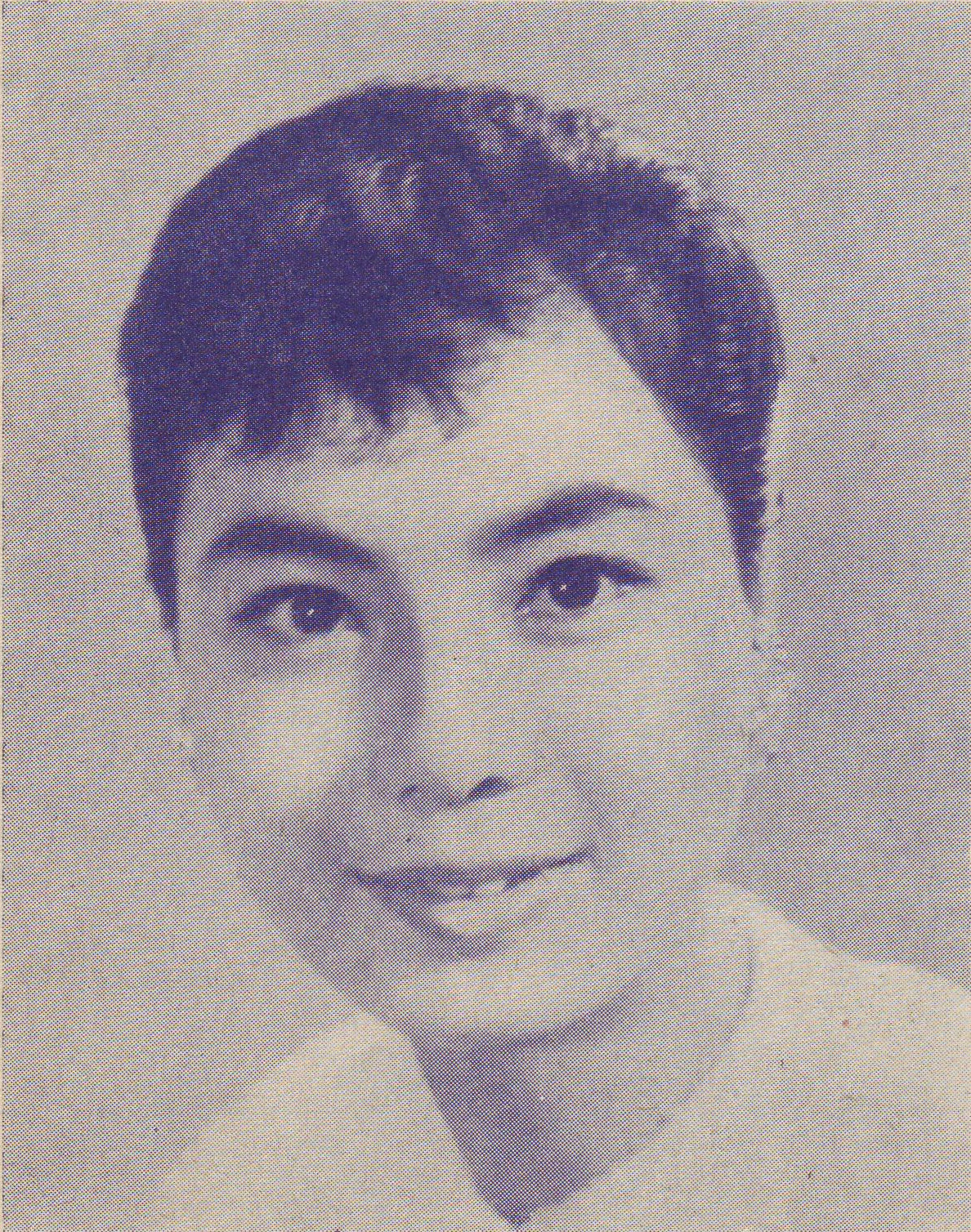
『芸能画報』1958年2月号（国際写真通信社）

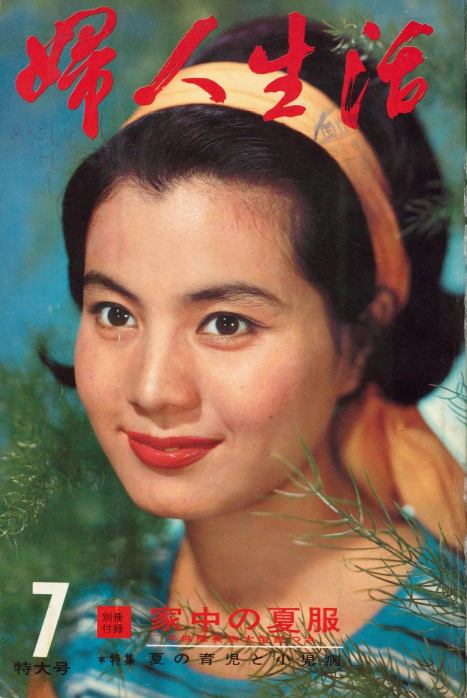
『婦人生活』1964年7月号

東京市赤坂区（現在の東京都港区）生まれ。父親は沖縄県宮古島、母親は広島県の出身。目黒、深川に転居後、1歳半の時、父親が貿易会社に就職したため中国北京に一家で渡る。終戦間際に帰国し母親の郷里・広島に住む。1945年、5歳の夏、同県佐伯郡五日市町（現在の広島市佐伯区）で原爆に遭遇。爆心地が遠かったため、その時は誰も症状は出なかったが、姉は20代後半に胃ガンで亡くなっている。終戦後、父親が大分県別府市で家具の製造会社を始めたため転居、その後父親が北京時代の人脈を活かし東京で貿易会社を興したため小学校2年の時、一家で東京に戻り九段に落ち着く。なお、小学校の同級生に岸田森がいる。千代田区立九段小学校、白百合学園中学校・高等学校卒業。東洋音楽短期大学中退。
東洋音楽短期大学声楽科在学中、母・安重と共に歌舞伎を観に行った帰りに歌舞伎座の前でスカウトされ、大学を中退して1958年に新東宝に入社し、映画『女王蜂』でデビュー。その後、東京映画に移籍、喜劇『駅前シリーズ』などに出演。
1964年、『愛と死をみつめて』が大ヒット。不治の病に冒される主人公・大島みち子役を演じ、お茶の間の人気を不動のものとした。なお、この作品を石井ふく子がプロデュースした関係から、以降、石井が関わる作品にはたびたび出演した。
初舞台は1962年の『黒蜥蜴』。1990年には『人生は、ガタコト列車に乗って……』で第15回菊田一夫演劇賞を受賞。その後も主にテレビドラマ・舞台を中心に活躍を続けている。俳優の勝呂誉と結婚し1児をもうけたが、後に離婚した。2021年には東京を離れて息子夫婦と三人で沖縄に移住している。

## エピソード
- 大島みち子役で女優として売れ始めた頃、父親の出身地である沖縄県平良市（宮古島）の小学校にピアノがなかったことから、自費で購入し寄贈。話題となった。
- 1959年（昭和34年）3月2日から6日まで開催された「ベルリン日本映画芸術の日」と3月6日から11日まで開催された「ミュンヘン日本映画見本市」に出席のため、3月1日、山梨稔（新東宝専務）、池広利夫（大映営業渉外部長）や芦川いづみ（日活）、大川恵子（東映）、小山明子（松竹）、司葉子（東宝）、若尾文子（大映）ら他の映画会社各社代表女優たちと共に新東宝代表女優としてドイツへ出発。
  - 同3月1日、ベルリン着。ベルリンでの宿泊先はヒルトン・ベルリン。3月3日、記者会見。3月4日、CCCスタジオ（CCC studio）訪問。
  - 3月5日、ベルリンを出発しミュンヘンに到着。ミュンヘンでの宿泊先はケンピンスキー・ホテル・フィア・ヤーレスツァイテン（Hotel Vier Jahreszeiten (München)）。3月7日、記者会見。3月9日、女優たちのサイン会が開かれた。3月10日、バヴァリア・スタジオ（Bavaria Film）見学。
  - 3月11日の見本市終了後は、ロンドン・パリ・ジュネーヴ・チューリッヒ・ローマ・香港（香港以外順不同）に立ち寄り、3月26日、山梨新東宝専務、芦川、小山と4人で日本航空機で約1か月ぶりに日本に帰ってきた。帰国時の4人のタラップ（屋根なし）での写真が現存する。当時はまだ海外渡航自由化の前で、大変貴重なヨーロッパ訪問となった。
  - 現地で上映された日本映画は『無法松の一生』（第19回ヴェネツィア国際映画祭金獅子賞受賞作品）、『楢山節考』（木下惠介監督版）、『白蛇伝』（アニメーション映画）など。
- 2001年にゲスト出演した『徹子の部屋』で、1998年に乳癌に罹患していたことを公表。毎年9月頃に数日はスケジュールを完全にオフにして、癌検診を受けているという。過去に数回腫瘍が発見されたが、いずれも良性であったため簡単な摘出手術で済んだ、と以前出演した『最終警告!たけしの本当は怖い家庭の医学』で述べている[1]。
- レオナルド・ダ・ヴィンチが描いた「モナ・リザ」の骨格を分析し、そこからモナ・リザの声を作り出すと（日本人だと）大空眞弓の声に似ている、という記事が以前、小学館から発行されていた雑誌「ポプコム」に掲載されたことがある。
- 石坂浩二は親友でもあり、芸名の名付け親でもある。浅丘ルリ子や水野久美とは仲良しで古くから交流がある。
- サザンオールスターズのファンであり、桑田佳祐と親交がある。
- 元俳優の長男はドラマ『ツインズ教師』（テレビ朝日）などに出演していたこともあったが、その後はフリーター生活をし、生活費は大空が援助していた。2002年に長男が覚醒剤取締法違反で起訴された裁判では弁護側の情状証人として出廷し、以前から覚醒剤使用を知っていたが「親として認めたくなかった」、警察に通報した理由は「自分が通報すれば自首扱いになって罪が軽くなると思った」と述べた。また長男が保釈中に覚醒剤を所持していたことを再度通報したことについては「地方公演中で息子が目の前におらず、息子の命にかかわる事件が起きたらと不安になり、警察に保護をお願いしました」「母としての役目を果たせず、本人につらい思いをさせてしまった」と述べた[5]。その後長男は大空と同居していたが、執行猶予中の2003年10月にみたび覚醒剤を使用し4年半の治療の後に逮捕された[6]。大空は会見で謝罪し「もういっぺん産みなおしたい」と述べる一方で、長男の症状については「何がどうだったか未だに分からない」と述べるなど不可解さを残した[7][8]。その後、2008年の6月には、1年4か月の実刑を下されている[9]。なお、大空は判決公判には出廷しなかったという[10]。
- 歌手の仲宗根美樹は父兄弟の娘であり、いとこの関係に当たる[11]。また、同じ東洋音楽学校出身である。
- 父の出生名は國場功三であったが、中田家に養子に入ったため、中田匡彦と改名した。

## 出演

### 映画
- 不如帰（1958年）
- 汚れた肉体聖女（1958年）
- 日本ロマンス旅行（1959年）
- 風流滑稽譚 仙人部落（1961年）
- 誇り高き挑戦（1962年）
- 白と黒（1963年）
- 台所太平記（1963年）
- 駅前シリーズ
  - 喜劇 駅前女将（1964年）
  - 喜劇 駅前弁天（1966年）
  - 喜劇 駅前漫画（1966年）
  - 喜劇 駅前競馬（1966年）
  - 喜劇 駅前開運（1968年）
- 四谷怪談（1965年）
- 暴れ豪右衛門（1966年）
- 佐々木小次郎（1967年）
- なつかしき笛や太鼓（1967年）
- クレージーメキシコ大作戦（1968年）
- 日も月も（1969年）
- 永訣 わかれ（1969年）
- 風林火山（1969年）
- 激動の昭和史 沖縄決戦（1971年） - 上原婦長役[12]
- 華麗なる一族（1974年）
- 妻と女の間（1976年）
- 密約―外務省機密漏洩事件（1978年） - 澤井久代役（モデルは著者・澤地久枝）
- 太陽の子 てだのふあ（1980年）
- 想い出のアン（1984年）
- 母 （1988年）
- 紅い襷～富岡製糸場物語～（2017年）
- ロボット修理人のAi（愛）（2021年）

### テレビドラマ
- 誰よりも君を愛す（1961年、フジテレビ「シャープ火曜劇場」）
- 東芝日曜劇場（TBS）
  - 愛と死をみつめて（1964年） - 大島みち子 役
  - 塵の女（1965年）
  - 女と味噌汁 その16（1970年）- さくら 役
  - 松本清張おんなシリーズ・心の影（1978年） - 良枝 役
  - 若きいのちの日記（1978年、） - みち子の母
  - 女たちの忠臣蔵（1979年） - お初 役
- ただいま11人（1964年 - 1967年、TBS） ‐ 早乙女智子 役
- 窯ぐれ女（1969年、東海テレビ） - 松本信乃 役
- 時間ですよ（1970年、TBS）
- 愛と死の砂漠（1971年、関西テレビ） - 辻冬子 役
- ありがとう（1972年 - 1974年、TBS） - 相沢希、松永育 役
- 山峡の章（1972年、日本テレビ「火曜日の女シリーズ」） - 朝川昌子 役
- 銀河テレビ小説（NHK総合）
  - 生きて愛して（1973年） - 高村智恵子役
  - 自我の構図（1974年） - 藤島美枝子 役
  - わらの女（1977年）
  - 幸せのとなり（1979年） - 悠子 役
- 花王 愛の劇場（TBS）
  - しろがね心中（1975年）
  - しづの生涯（1981年）
  - 赤い関係（1982年）
  - 家庭って?（1986年）
  - ああ家族（1987年）
  - ああ嫁さん（1988年）
  - お見合いの達人（1994年） - 里中智子 役
  - 家族になろうよ!（1999年）
- 私は忘れたい（1977年、TBS「金曜ドラマ」）
- チェックメイト78 第2話「扉をたたく警部」（1978年、朝日放送）
- ドラマ人間模様（NHK総合）
  - 親と子と（1979年） - 志津子 役
- 心（1980年 - 1981年、TBS）
- ちょっといい姉妹（1981年、TBS）
- 幻の殺意（1983年、よみうりテレビ「木曜ゴールデンドラマ」）
- 大奥（1983年、関西テレビ） - 染子 役
- 土曜ワイド劇場（テレビ朝日）
  - 西村京太郎トラベルミステリー（1984年） - 二宮由美 役 ※「土曜ワイド劇場」7周年記念特別企画
  - 原教子の「二泊三日の旅」シリーズ
    - お見合いツアー殺人事件（1986年） - 主演・高橋冬子 役
    - 披露宴ツアー殺人事件（1988年） - 主演・ミワコ 役

  - 家政婦は見た!14（1995年）
  - 法医学教室の事件ファイル18（2003年11月8日） - 森山凛子 役 ※テレビ朝日開局45周年企画
- 火曜サスペンス劇場（日本テレビ）
  - 女検事・霞夕子・予期せぬ殺人（1985年） - 宮内華江 役
  - 朝比奈周平ミステリー 西海道殺人事件（1991年10月15日） - 江口久子 役
- 跳びおりる（1987年1月30日、フジテレビ「金曜女のドラマスペシャル」） - 桜町俊子 役
- 名奉行遠山の金さん（1990年、テレビ朝日） - お夏 役
- 春日局（1989年、NHK総合「大河ドラマ」） - 茶々 役
- ナースステーション（1991年、TBS） - 田代澄江 役
- 松本清張作家活動40年記念・砂の器（1991年、テレビ朝日） - 今西の妻 役 ※松本清張作家活動40年記念各局競作シリーズ
- 安川刑事シリーズ2（1991年11月15日、フジテレビ「金曜ドラマシアター」） - 山岸伸子 役
- ざけんなヨ!!7「めざめろマザコン亭主」（1994年9月、フジテレビ） - 大里月代 役
- 物書同心いねむり紋蔵（1998年、NHK総合「金曜時代劇」） - お初 役
- ザ・美容室 （2000年、東海テレビ） - 長谷川晴子 役
- ルームシェアの女（2005年、NHK総合「よるドラシリーズ」）
- ナショナル劇場50周年記念特別企画スペシャル 水戸黄門（2006年3月13日、TBS / C.A.L） - 桂昌院 役
- 水曜ミステリー9（テレビ東京）
  - 不倫調査員・片山由美8（2006年8月2日） - 十条美千代 役　
  - 監察医・篠宮葉月 死体は語る11（2012年5月2日） - 中原優子 役
- 相棒 Season 5 第17話（2007年2月14日、テレビ朝日） - 一条モナミ 役
- お・ばんざい!（2007年、毎日放送「ドラマ30」）
- アイシテル〜海容〜（2009年、日本テレビ「水曜ドラマ」） - 正子 役
- 浅見光彦シリーズ34（2009年9月6日、フジテレビ「土曜プレミアム」） - 月岡加代子 役
- 浅見光彦〜最終章〜 第4話（2009年11月11日、TBS「水曜劇場」） - 三之宮志乃 役
- 大魔神カノン（2010年8月、テレビ東京） - 静子 役
- 告発〜国選弁護人 第3話ゲスト（2011年1月27日、テレビ朝日「木曜ドラマ」） - 吉崎登紀子 役
- 世直し公務員ザ・公証人10（2012年2月27日、TBS「月曜ゴールデン」） - 沢木明円 役
- ヤバい検事 矢場健〜ヤバケンの暴走捜査〜2（2013年1月25日、フジテレビ「金曜プレステージ」） - 天野清美 役
- お母さん、娘をやめていいですか?（2017年、NHK総合「ドラマ10」） ‐ 川端玲子 役
- ユニバーサル広告社〜あなたの人生、売り込みます!〜 第4話ゲスト（2017年11月10日、テレビ東京「ヒューマンドラマスペシャル」） - 永山サキ 役
- やすらぎの刻〜道（2019年4月 ‐ 2020年3月、テレビ朝日「帯ドラマ劇場」） ‐ 桂木怜子 役
- 56年目の失恋（2020年、NHK BSプレミアム） - 中川雅代 役

### 舞台
- 杜鵑～愛のゆくえ（1978年、名鉄ホール）
- 屋根の上のバイオリン弾き（1978年・1979年） - ツァイテル 役
- 細雪
- 新・なにわの源蔵事件帳（1984年、名鉄ホール）
- 人生は、ガタゴト列車に乗って…（1989年） - 秋代 役
- 放浪記（1990年） - 日夏京子 役
- 時代屋の女房
- 松平健特別公演〜用心棒（2002年11月、大阪・梅田コマ劇場）
- 三婆（2007年）
- 愛さずにはいられない（2008年、新宿コマ劇場）
- 佐賀のがばいばあちゃん（2008年、中日劇場）
- 仙台四郎物語〜福の神になった男（2009年、明治座）
- ジョン・ガブリエルと呼ばれた男（2010年） - 共演：仲代達矢、十朱幸代
- マイ・フェア・レディ（2010年） - 共演：大地真央
- 銭形平次 −きよしの平次 青春編−（2011年、明治座）
- 新版 人生は、ガタゴト列車に乗って…（2013年3月 - 5月、東宝、シアター1010ほか） - 菊子 役

### バラエティ番組
- なるほど!ザ・ワールド（フジテレビ） - 海外レポーター
- 総天然色バラエティー 北野テレビ（1989年4月 - 1989年9月、TBS）
- クイズこれはウマい!（TBS） - レギュラー
- 知ってるつもり?!（日本テレビ）- 準レギュラー
- マダムんむん（TBS） - 不定期
- クイズ!脳ベルSHOW（BSフジ）

他多数

### ラジオ番組
- アコとまゆみ（TBSラジオ）

### CM
- 東京ガス（1963年 - 1964年）[13]
- ハウス食品 ハウスシチューミクス（1966年 - 1980年）

## ディスコグラフィ

### シングル
1. 哀愁のまりも（1958年、NP-1002）
  - 作詞：沼真佐夫 / 作曲：近江俊郎 / 編曲：近江俊郎

（c/w 白い小さなあのホテル）※歌唱：高島忠夫
2. くゎでぃさの木の下で（1971年、AS-1101）
  - 作詞：佐藤信一郎 / 作曲：松井八郎 / 編曲：松井八郎

（c/w てぃんさぐの花）
3. 愛してるかい（1979年、GK-287）※共演：若原一郎
  - 作詞：芳野薫 / 作曲：出門英 / 編曲：高田弘

（c/w 愛のハーモニー）※共演：若原一郎

## 著書
- 『私の素肌革命-純金バイオで、しみなし、しわなし、いきいき人生』（海竜社・1987年）
- 『大空真弓、「多重がん」撃退中!』（宝島社・2005年）

## 註
1. 1 2 3 4 5 6 7 8  別冊宝島2551『日本の女優 100人』p.57.
2. ↑  徹子の部屋 2010年1月21日放送[リンク切れ]
3. ↑  『日本映画俳優全集・女優編』（キネマ旬報、1980年、p.136）
  自著『大空真弓「多重がん」撃退中!』（宝島社、2005年、p.134-141）
  自著『私の素肌革命』（海竜社、1987年、p.86-90）
 佐賀のがばいばあちゃんのプロモーションで大空眞弓さんが来広
4. ↑  https://music-book.jp/video/news/news/600297
5. ↑  zakzak2002年3月29日
6. ↑  https://www.sponichi.co.jp/entertainment/news/2008/04/11/kiji/K20080411Z00001150.html
7. ↑  zakzak2008年4月11日
8. ↑  zakzak2008年4月14日
9. ↑  https://www.nikkansports.com/entertainment/news/f-et-tp0-20080616-372722.html
10. ↑  https://www.sponichi.co.jp/entertainment/news/2008/06/17/kiji/K20080617Z00001530.html
11. ↑  “国場家家系図”.   國場家のホームページ. 2014年9月14日閲覧。
12. ↑  東宝特撮映画全史 1983, p. 537, 「主要特撮作品配役リスト」
13. ↑  『東京ガス 暮らしとデザインの40年 1955→1994』1996年2月1日発行、株式会社アーバン・コミュニケーションズ。128頁~131頁